# Don L. Short

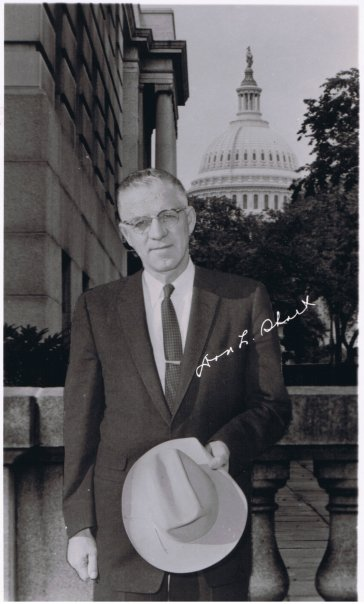
Don L. Short

Don Levingston Short (* 22. Juni 1903 in Le Mars, Plymouth County, Iowa; † 10. Mai 1982 in Dickinson, North Dakota) war ein US-amerikanischer Politiker. Zwischen 1959 und 1963 vertrat er den ersten und von 1963 bis 1965 den zweiten  Wahlbezirk des Bundesstaates North Dakota im US-Repräsentantenhaus.

## Frühe Jahre
Bereits im Jahr 1904 zog Don Short mit seinen Eltern nach North Dakota. Die Familie ließ sich in der Nähe von Medora nieder. Dort betrieben sie die Short-Ranch. Don Short besuchte die öffentlichen Schulen seiner neuen Heimat und die St. James School in Faribault (Minnesota). Von 1918 bis 1919 belegte er einen Schnellkurs für das Fach Landwirtschaft am Montana State College in Bozeman. Danach war er bis 1921 an der Pillsbury Military Academy in Owatonna (Minnesota) und von 1922 bis 1926 studierte er an der University of Minnesota. Danach kehrte er auf die Short-Ranch zurück, wo er als Farmer und Rancher tätig war.

## Politische Laufbahn
Don Short wurde Mitglied der Republikanischen Partei. Zwischen 1937 und 1938 war er Bezirksleiter der Farm Security Administration. 1957 wurde er in das Repräsentantenhaus von North Dakota gewählt, ehe er nach den Kongresswahlen des Jahres 1958 in das US-Repräsentantenhaus in Washington einzog. Dort trat er am 3. Januar 1959 die Nachfolge von Otto Krueger an. Nach einigen Wiederwahlen konnte er dieses Mandat bis zum 3. Januar 1963 ausüben. Für die folgende Legislaturperiode war er für den zweiten Wahlbezirk zwischen dem 3. Januar 1963 und dem 3. Januar 1965 im Kongress. Dabei tauschte er mit Hjalmar Carl Nygaard die Plätze im US-Repräsentantenhaus, der vom zweiten in den ersten Wahlbezirk wechselte. Im Jahr 1964 wurde Don Short nicht wiedergewählt.
Nach dem Ende seiner politischen Laufbahn widmete sich Short wieder seiner Ranch und der Landwirtschaft. Er starb im Mai 1982 und wurde in Medora beigesetzt. Don Short war mit Edith Whittemore verheiratet, mit der er vier Kinder hatte.